# Камасари
Камасари (порт. Camaçari) — муниципалитет в Бразилии, входит в штат Баия. Составная часть мезорегиона Агломерация Салвадор. Находится в составе крупной городской агломерации. Входит в экономико-статистический микрорегион Салвадор. Население составляет 220 495 человек на 2007 год. Занимает площадь 759,802 км². Плотность населения — 290,2 чел./км².
Праздник города — 28 сентября.

## История
Статус города получил в 1758 году.

## Статистика
- Валовой внутренний продукт на 2005 год составляет 10 340 460 тыс. реалов (данные: Бразильский институт географии и статистики).
- Валовой внутренний продукт на душу населения на 2005 год составляет 53 897 реалов (данные: Бразильский институт географии и статистики).
- Индекс развития человеческого потенциала на 2000 год составляет 0,734 (данные: Программа развития ООН).

## География
Климат местности: тропический.

## Экономика
В городе находится завод американского автопроизводителя Ford. Производимые на этом заводе модели Ford Ecosport и Ford Novo Fiesta предназначены как для внутреннего рынка, так и для экспорта в развивающиеся страны.